# Aglaophenia lophocarpa
Aglaophenia lophocarpa är en nässeldjursart som beskrevs av George James Allman 1877. Aglaophenia lophocarpa ingår i släktet Aglaophenia och familjen Aglaopheniidae. Inga underarter finns listade i Catalogue of Life.